# Mirliton (czapka)

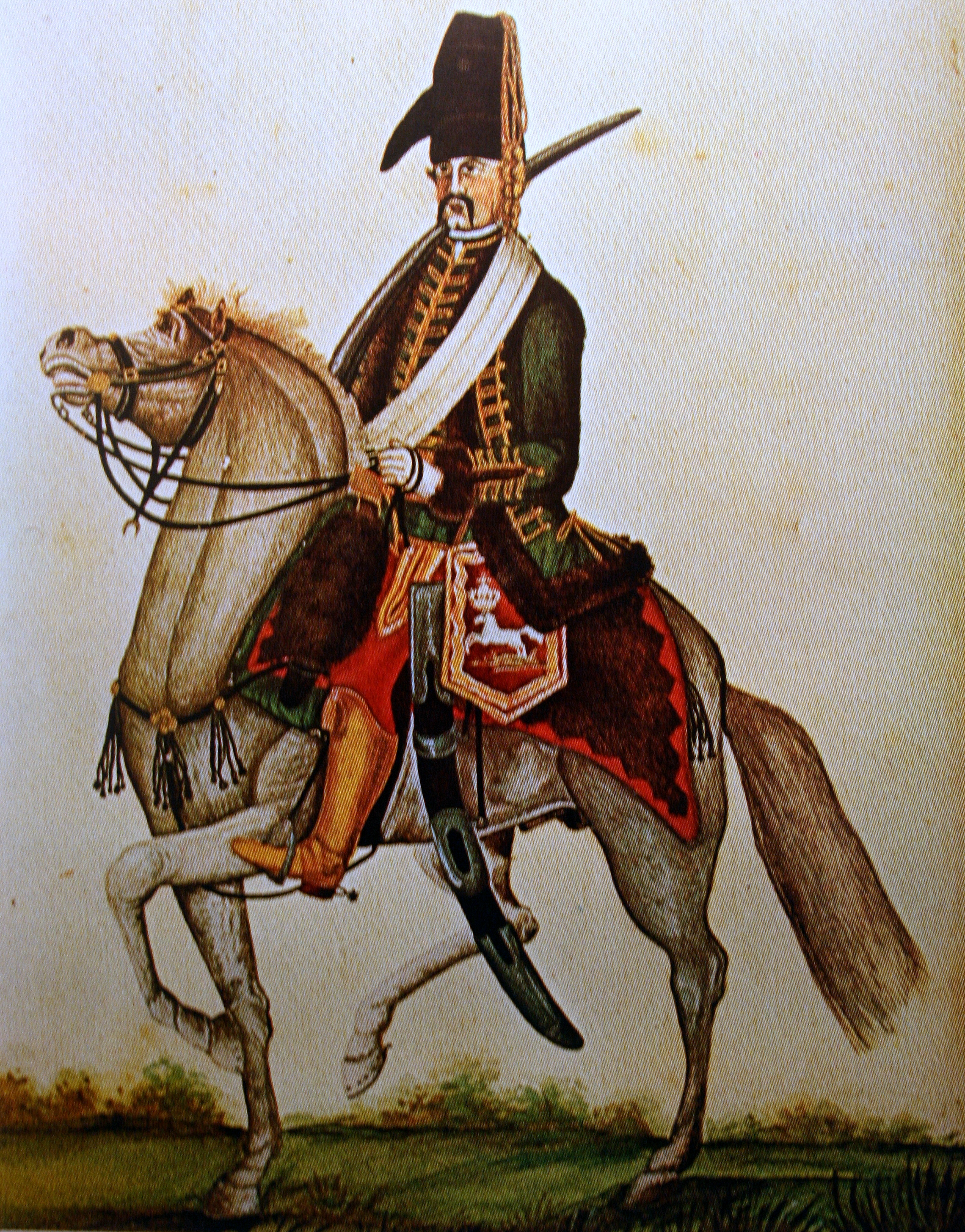
Huzar niemiecki w mirlitonie z czasów wojny siedmioletniej

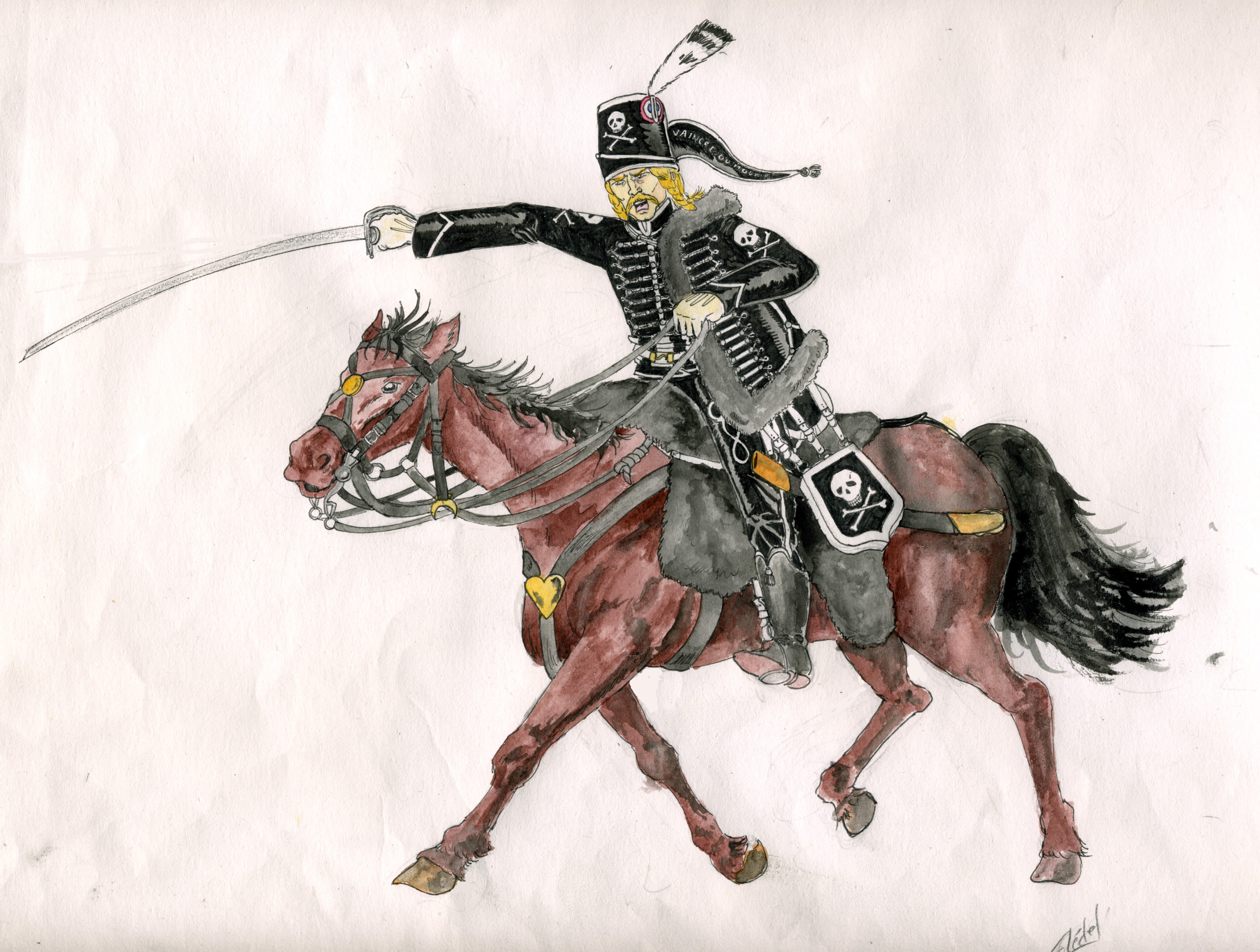
Francuski „huzar śmierci” w mirlitonie z okresu rewolucji (1792-93)

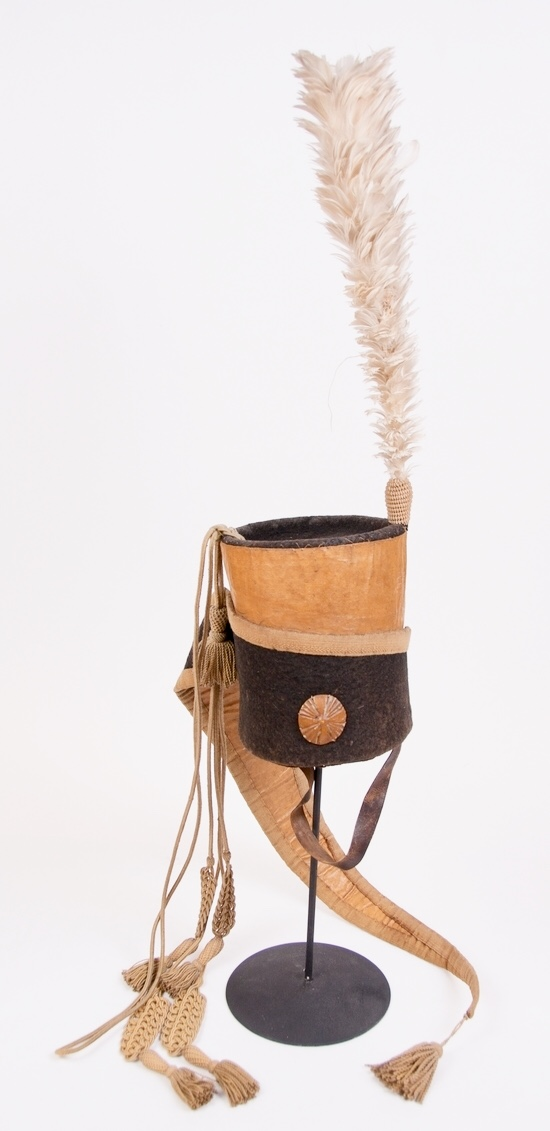
Szwedzki mirliton z ok. 1820 r.

Mirliton, mirleton (czapka skrzydlata, kołpak skrzydlaty) – wysokie cylindryczne nakrycie głowy z filcu, ozdobione wstęgą z tkaniny, używane w europejskich wojskach drugiej połowy XVIII wieku.
Ze względu na pochodzenie zwana też czapką węgierską. Typowa była zwłaszcza dla huzarów, lecz noszona również przez strzelców konnych (chasseurs à cheval) i ogólnie przez lekką jazdę i lekką piechotę (np. austriackich pandurów), nie różniących się od nich istotnie umundurowaniem. W Polsce używane były przez huzarów Krasickiego w 1794 r.
Było to wykonane z czarnego filcu nakrycie głowy rurowatego kształtu, o wysokości do 60 cm, pozbawione ronda, ale z długą, owiniętą wokół wstęgą, tzw. flamą. Zwykle bywała zawinięta wokół kołpaka, lecz dla parady lub do boju noszono ją odwiniętą, aby efektownie łopotała na wietrze. Później w czapce niekiedy dodawano niewielki ocieniający daszek z przodu. We Francji nazwą tą żargonowo zaczęto określać charakterystyczną czapkę królewskich huzarów i artylerii konnej, która kształtem i wstęgą otokową przypominała ówczesną wysoką fryzurę kobiecą. W późniejszym czasie „skrzydlate” taśmy na kołpakach nierzadko zastępowano sznurami z pętlicami – np. u carskich huzarów holsztyńskich Piotra III.
Z czasem rozpowszechniony w armiach europejskich (później nawet u huzarów szwedzkich do poł. XIX w.) skrzydlaty kołpak używany był we Francji jeszcze do rewolucji i tuż po niej, gdy ostatecznie zanikł w okresie napoleońskim. W armii rewolucyjnej noszony był m.in. przez szwadrony „huzarów śmierci” gen. Dumourieza (późniejszy 10 pułk, wzorowani na pruskim regimencie „czarnych huzarów (śmierci)” von Ruescha). 
Mirliton był faktycznie poprzednikiem czaka, a pod względem kształtu i wykonania za jego pochodną można uważać giwer (kiwer, kiwa). W Prusach, gdzie wraz z charakterystycznym umundurowaniem przejęto go od huzarów austriackich, nosił nazwę Flügelmütze lub Flügelkappe, potem zaś (od 1796) określano go już jako Schackelhaube (czako). W oddziałach huzarów do końca wieku stopniowo wypierany był przez wysoką czapkę futrzaną, jednakże umundurowanie ówczesnych jednostek kawalerii świadczy o tym, że w wielu armiach (poczynając od austriackiej i pruskiej) czapek skrzydlatych i futrzanych dość wcześnie używano równolegle. 